# Gastón Siriczman
Gastón Siriczman. Nació en la ciudad de Córdoba (Argentina) el 13 de noviembre de 1967. Es un director de cine, animador, productor, autor teatral y docente. Está radicado en la ciudad argentina de Trelew, Chubut desde el año 1987. En el año 2005 fundó el Estudio del Bosque, dedicado principalmente a la realización de cortometrajes de animación 3D. Estas películas participaron de más de cien festivales y muestras de todo el mundo recibiendo distintos premios y menciones. Desde la municipalidad de Trelew gestionó la creación de dos salas de cine, el Cine Municipal (1999) y el Espacio INCAA km 1460 (2006). Es el fundador y director de la Muestra Internacional de Cine Animado AnimaTre, que se realiza en la ciudad de Trelew desde el año 2012.

## Filmografía
- "Marcela" (2009)[4]
- "Preludio en Azul" (2010)
- "La ruta del viento" (2013)
- "Nueve segundos" (2014)[5]
- "Antonio" (2015)[6]

## Principales premios

### "Marcela" (2009)
- 2º Premio Cortometraje Argentino - 24º Festival Internacional de Cine de Mar del Plata - Argentina
- 2º Premio Coral Animación - 32.º Festival Internacional del Nuevo Cine Latinoamericano de La Habana - Cuba
- Mejor Cortometraje Animado - 17º Festival Latinoamericano de Video de Rosario - Argentina[7]
- Mejor Dirección de Arte - Festival du Cinemá de París - Francia[8]
- Mejor Director - San Francisco Short Film Festival
- Mención Especial del Jurado - 3º Festival Internacional de Cine de Gualeguaychú - Argentina[9]
- Mejor Cortometraje - 3º Festival Internacional de Cine sobre Diversidad y Género - Buenos Aires - Argentina[10]
- Primera Mención - 2º Festival Internacional de Cine por la Equidad de Género - Buenos Aires - Argentina[11]

### "Nueve segundos" (2014)
- Mejor Director de Cortometraje Argentino - 29º Festival Internacional de Cine de Mar del Plata - Argentina[12]

### "Antonio" (2015)
- Premio RAFMA - 5º Festival Internacional de Cine de Gualeguaychú - Argentina[13]
- Mención Especial del Jurado de Derechos Humanos - 23º Festival Latinoamericano de Rosario -Argentina
- Primer Premio - 6º Festival Internacional de Cine Político de Buenos Aires[14]